# John Wyndham
John Wyndham, vlastním jménem John Wyndham Parkes Lucas Benyon Harris (10. července 1903, Knowle, Warwickshire – 11. března 1969, Londýn) byl britský spisovatel, autor především postapokalyptické science fiction. Je řazen mezi autory tzv. Zlatého věku science fiction. Znám je zejména díky svému románu Den trifidů.

## Život
Narodil se roku 1903 v anglické obci Knowle jako syn advokáta. Rané dětství prožil v birminghamské čtvrti Edgbaston. Když mu bylo osm let, jeho rodiče se rozvedli a on a jeho bratr Vivian Beynon Harris (stal se také spisovatelem) strávili zbytek svého dětství v řadě internátních škol, ze kterých nejdéle pobyl v Bedales (v letech 1918–1921) poblíž Petersfieldu v Hampshire. Školu opustil v osmnácti letech a následně zkoušel studovat právo. Prošel pak řadou různých profesí (například práce na farmě nebo v reklamní agentuře), většinou se však spoléhal na finanční příspěvky od své rodiny.
Roku 1925 se začal živit psaním a prodal své první krátké povídky. Během třicátých let napsal pod různými pseudonymy (například jako John Beynon nebo John B. Harris) množství povídek pro americké pulpové magazíny. Kromě sci-fi psal i detektivní příběhy. Jeho práce se však nevymykaly z průměru tehdejší produkce. V letech 1940 až 1943 pracoval jako civilní zaměstnanec pro britskou vládu v oblasti cenzury, poté narukoval do armády, sloužil v Royal Corps of Signals (spojaři) a zúčastnil se vylodění v Normandii. Po skončení války pokračoval v psaní, své povídky i romány vydával opět převážně na americkém trhu.
Inspirován úspěchem svého bratra, který měl vydané již čtyři knihy, změnil počátkem padesátých let styl a začal psát postapokalyptické romány. Hned první z nich, Den trifidů (1951, The Day of the Triffids), vydaný pod jménem John Wyndham, mu přinesl obrovský úspěch, kterého ve svých dalších dílech již nedosáhl. Během svého života napsal jako John Wyndham šest dalších sci-fi románů.
Roku 1963 se ve svých šedesáti letech oženil s Grace Wilsonovou, se kterou žil v Petersfieldu v blízkosti areálu školy Bedales. Zemřel roku 1969 v Londýně. Svá díla psal jako vědeckofantastické morality, které jsou pro svou angažovanost, humanismus a optimismus srovnávány s díly H. G. Wellse.

## Výběrová bibliografie

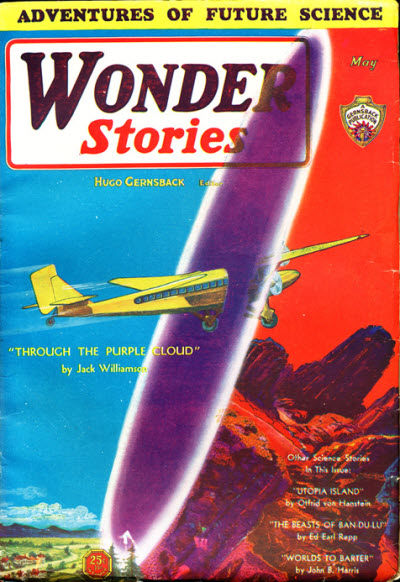
Obálka časopisu Wonder Stories z roku 1931, ve kterém vyšla první autorova povídka Worlds to Barter.

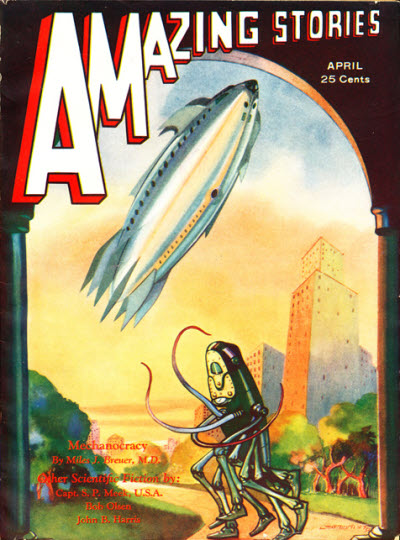
Obálka časopisu Amazing Stories z roku 1932, ve kterém vyšla druhá autorova povídka The Lost Machine.

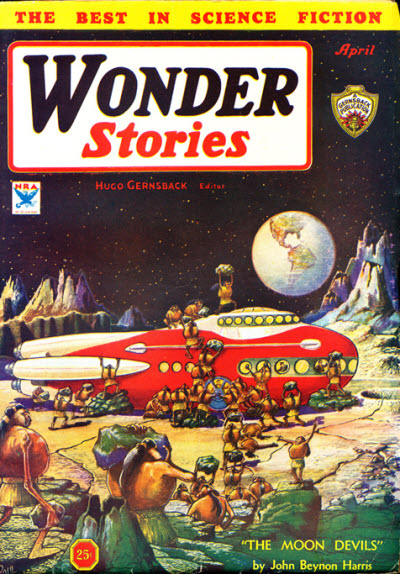
Obálka časopisu Wonder Stories z roku 1934 s autorovou povídkou The Moon Devils.

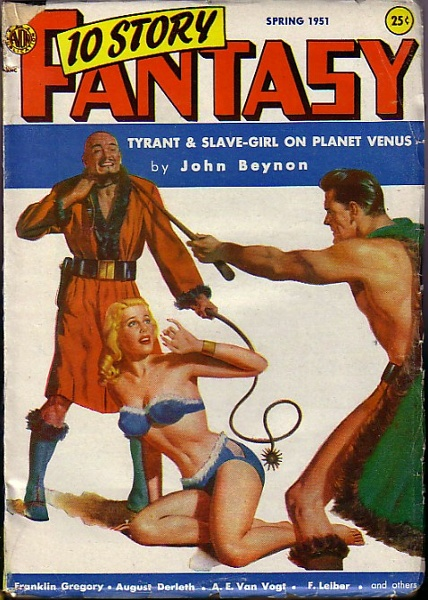
Obálka časopisu Ten Story Fantasy z roku 1951 s autorovou povídkou 'Tyrant and Slave-Girl on Planet Venus.

### Povídky
- Worlds to Barter (1931, Světy na výměnu), jako John Beynon Harris.
- The Lost Machine (1932, Ztracený stroj), jako John Beynon Harris.
- The Venus Adventure (1932, Dobrodružství na Venuši), jako John Beynon Harris.
- The Stare (1932), jako John Beynon Harris.
- Exiles on Asperus (1933), jako John Beynon Harris
- Wanderers of Time (1933), jako John Beynon Harris.
- The Third Vibrator (1933), jako John Beynon Harris
- Spheres of Hell (1933), česky jako Pýchavková hrozba), jako John Beynon Harris.
- Invisible Monster (1933, Neviditelná stvůra), jako John Beynon Harris.
- The Moon Devils (1934), jako John Beynon Harris.
- The Perfect Creature (1937), jako John Beynon, česky jako Samička svého druhu nebo jako Una.
- Sleepers of Mars (1938), jako John Beynon.
- Vengeance by Proxy (1940, Pomsta v zastoupení), jako John Beynon.
- Meteor (1941, Meteor), česky také jako Meteorit, jako John Beynon, povídka o tom, jak to může dopadnout, když dvě civilizace ani nepoznají, že se potkaly.
- Time to Rest (1949), jako John Beynon Harris, česky jako Pak přijde čas a muž se musí usadit.
- Jizzle (1949, Žízel), jako John Beynon.
- No Place Like Earth (1951, Není taková země), také jako Tyrant and Slave-Girl on Planet Venus, jako John Beynon.
- The Red Stuff (1951, Rudé svinstvo), jako John Beynon, lidstvu hrozí nebezpečí - podivná rudá hmota se náhodou uchytí na vesmírné lodi a naprosto nekontrolovaně se rozrůstá.
- Pawley´s Peepholes (1951, Pawleyovy výlety), česky také jako Pawleyho poučné projížďky.
- And the Walls Came Tumbling Down (1951, A zdi se zhroutily), česky též jako I obořila se zeď na místě svém.
- The Wheel (1952, Kolo).
- Survival (1952, Síla přežít).
- Chronoclasm (1953, Chronoklasmus), povídka o rizicích cestování v čase.
- Confidence Trick (1953, Podfuk).
- Time Stops Today (1953).
- Chinese Puzzle (1953, Čínský hlavolam).
- Close Behind Him (1953, Těsně v patách).
- More Spinned Against (1953, Pavučina), hrdinka povídky si na jeden den vymění svůj život s pavoučicí.
- Out of the Deeps (1953, Z mořských hlubin).
- Compassion Circuit (1954, Obvod soucitu).
- Wild Flower (1955, Luční kvítí).
- Consider Her Ways (1956).
- A Long Spoon (1960), česky jako Čertovo kopýtko nebo jako Obchod je obchod, příběh o omylem přivolaném démonovi, kterého se snaží povolávající zbavit, aniž by mu musel upsat duši.
- Odd (1961, Velice podivné).
- Random Quest (1961).
- Dumb Martian (1962, Pitomá Marťanka).

### Sbírky povídek
- Jizzle (1954, Žízel).
- The Seeds of Time (1956, Semena času).
- Tales of Gooseflesh and Laughter (1956).
- The Outward Urge (1959), sbírka vzájemně propojených povídek, popisující v padesátiletých intervalech budoucnost lidstva v letech 1994–2194 (průzkum sluneční soustavy, jaderná válka se Sovětským svazem). Jako spoluautor je uveden Lucas Parker, jde však o další pseudonym Johna Wyndhama. Ten byl zde uveden na přání vydavatelů, protože příběh sbírky se jako hard science fiction lišil od ostatních autových prací. Při svém prvním vydání sbírka obsahovala čtyři dříve vydané povídky: Mars A.D. 2094 (1958), The Moon A.D. 2044 (1958), The Space Station A.D. 1994 (1958) a Venus A.D. 2144 (1958). Při svém vydání roku 1961 byla sbírka doplněna o pátou povídku The Asteroids, 2194 (1960).
- Consider Her Ways and Others (1961)
- The Infinite Moment (1961).
- Sleepers of Mars (1973), posmrtně.
- The Best of John Wyndham (1973).
- Wanderers of Time (1973).
- Exiles on Asperus (1979).
- No Place Like Earth (2003, Není taková země).

### Romány
- Foul Play Suspected (1935), jako John Beynon, detektivní román.
- The Secret People (1935, Tajná rasa), jako John Beynon, sci-fi román o britském manželském páru, který se ocitl v zajetí prastaré rasy Pygmejů žijící pod Saharou.
- Stowaway to Mars, jako John Beynon, časopisecky 1936, knižně jako Planet Plane roku 1937 a v tom samém roce opět časopisecky jako The Space Machine. Pokračováním je povídka Sleepers of Mars (1938).
- The Day of the Triffids (1951, Den trifidů), postapokalyptický sci-fi román, ve kterém nejprve neznámý déšť zelených meteorů způsobí u většiny lidstva slepotu, čehož následně využijí trifidi (s největší pravděpodobností uměle vytvořené rostliny využívané v průmyslové výrobě, které se dokáží přesouvat z místa na místo) a s nečekanou inteligencí zaútočí na lidstvo.
- The Kraken Wakes (1953, Kraken se probouzí), v USA jako Out of the Deeps, česky jako Vetřelci z hlubin nebo jako Z mořských hlubin, apokalyptický sci-fi román popisující zápas lidstva s mimozemskými monstry, která se usadila v hlubinách oceánu.
- The Chrysalids (1955, Kukly), v USA jako Re-Birth (Znovuzrození), příběh dětských mutantů, kteří tvoří zárodky nové telepatické rasy a jsou pro svou odlišnost nemilosrdně pronásledováni.
- The Midwich Cuckoos (1957, Midwichské kukačky), příběh o hromadném narození dětí zcela evidentně nelidského původu zaměřených k vyhlazení lidstva.
- Trouble with Lichen (1960, Trampoty s lišejníkem), sociální sci-fi román o objevu léku proti stáří, který vzhledem ke své vzácnosti vyvolá paniku podobnou zlaté horečce.
- Chocky (1968), příběh o malém chlapci, který se telepaticky domlouvá s přítelkyni z neznámé planety.
- Web (1996, Pavučina), posmrtně vydaný apokalyptický román popisující neúspěšný pokus založit utopickou kolonii na fiktivním ostrově Tanakuatua v Tichém oceánu, který je po britských jaderných pokusech osídlen zmutovanými jedovatými pavouky, lovícími ve smečkách.
- Plan for Chaos (2009), román napsaný již v padesátých letech, ale odmítnutý tehdejšími vydavateli, líčí klonování nacistů hluboko v džungli a jejich snahu ovládnout svět tím, že vyprovokují jadernou válku mezi USA a Sovětským svazem.

## Filmové adaptace
- Village of the Damned (1960, Městečko prokletých), britský film podle autorova románu Midwichské kukačky, režie Wolf Rilla.
- The Long Spoon (1961), epizoda z britského televizního seriálu Storyboard, režie James MacTaggart.
- Dumb Martian (1962), epizoda z britského televizního seriálu Out of This World, režie Charles Jarrott.
- The Day of the Triffids (1962, Den trifidů), britský film, režie Steve Sekely
- Children of the Damned (1964), česky jako Městečko prokletých II., britský film, režie Anton Leader, volné pokračování Městečka prokletých založené na motivech autorovy knihy Midwichské kukačky.
- Consider Her Ways (1965), epizoda z amerického televizního seriálu The Alfred Hitchcock Hour, režie Robert Stevens.
- No Place Like Earth (1965), epizoda z britského televizního seriálu Out of the Unknown, režie Peter Potter.
- Random Quest (1969), epizoda z britského televizního seriálu Out of the Unknown, režie Christopher Barry.
- Čertovo kopýtko (1970), český televizní film, v hlavních rolích Vladimír Menšík a Miloš Kopecký.
- Quest for Love (1971), britský film podle autorovy povídky Random Quest, režie Ralph Thomas.
- The Day of the Triffids (1981, Den trifidů), britský televizní seriál, režie Ken Hannam.
- Chocky (1984), britský televizní seriál, režie Vic Hughes a Christopher Hodson.
- Chocky's Children (1985), britský televizní seriál, režie Peter Duguid a Vic Hughes.
- Chocky's Challenge (1986), britský televizní seriál, režie Bob Blagden.
- Village of the Damned (1995, Městečko prokletých), americký film podle autorova románu Midwichské kukačky, režie John Carpenter.
- Random Quest (2006), britský televizní film, režie Luke Watson.
- The Day of the Triffids (2009, Den trifidů), britský dvoudílný televizní film, režie Nick Copus.

## Česká vydání

### Samostatné povídky
- Pawleyovy výlety, revue Světová literatura, ročník 1968, číslo 4, přeložil Jaroslav Kořán.
- Una, časopis Sedmička pionýrů, 8. ročník (1974/1975), čísla 1.-5.
- Chronoklasmus, antologie Vlak do pekla, Albatros, Praha 1976, 1983 a 1992.
- Pak přijde čas a muž se musí usadit, antologie Pozemšťané a mimozemšťané, Svoboda, Praha 1981, přeložil Jaroslav Veis.
- I obořila se zeď na místě svém, revue Světová literatura, ročník 1983, číslo 1.
- Obvod soucitu, revue Světová literatura, ročník 1983, číslo 1.
- Velice podivné, revue Světová literatura, ročník 1983, číslo 1.
- Není taková země, SF 1984/5, fanbook SFK Villoidus, MFF UK Praha.
- Obchod je obchod, časopis Pionýr, ročník 1984, číslo 4.
- Pavučina, antologie !!Hledání budoucího času, Práce, Praha 1985, přeložil Jaroslav Veis.
- Luční kvítí, antologie Navštivte planetu Zemi!, Mladá fronta, Praha 1987, přeložil Jaroslav Kořán.
- Těsně v patách, fanzin Laser č. 07, SFK Laser Čelákovice 1987.
- Čertovo kopýtko, revue Světová literatura, ročník 1988, číslo 4, přeložil Jaroslav Kořán.
- Meteor, fanbook SCIENCE FICTION 1989/6.-7., SFK Winston Praha 1989.
- Ztracený stroj, časopis Exalticon 1992/01.
- Samička svého druhu, antologie Čaroplavci, Talpress, Praha 1998.
- Čínský hlavolam, antologie Čarodějovo doupě, Metafora, Praha 2002, přeložila Eva Fuxová.
- Pomsta v zastoupení, antologie Krypty a draci, Talpress, Praha 2004.

### Knihy
- Den trifidů, Mladá fronta, Praha 1972, přeložil Jaroslav Kořán, znovu 1977, Odeon, Praha 1990, Paralela 50, Praha 1993, BB art, Praha 1999, 2001, 2005, 2008, 2009 a 2016.
- Kukly, Odeon, Praha 1992, přeložila Eva Padrtová.
- Chocky, Iris, Praha 1992, přeložil Jan Starý.
- Vetřelci z hlubin, Ivo Železný, Praha 1994, přeložila Marcela Staňková.
- Midwichské kukačky, Paralela 50, Praha 1998, přeložila Jitka Minaříková, znovu Fuego, Praha 2007.
- Pavučina, Mustang, Plzeň 1996, přeložila Hana Volejníková, znovu Fuego, Praha 2007.
- Z mořských hlubin, obsaženo v knize … ještě jednou strašidla sestavené Alfredem Hitchcockem, ABR, Praha 1996.
- Záludný vesmír Johna Wyndhama, Albatros, Praha 2003, přeložil Pavel Medek, výbor z povídek, obsahuje povídky Světy na výměnu, Pýchavková hrozba, Neviditelná stvůra, Meteorit, Žizel, Rudé svinstvo, A zdi se zhroutily, Pawleyho poučné projížďky, Kolo, Síla přežít, Pitomá Marťanka a Podfuk.
- Kukly, Plus, Praha 2017, přeložila Eva Padrtová.